# Żołudzk Mały
Żołudzk Mały (ukr. Малий Жолудськ, Małyj Żołudśk) – wieś na Ukrainie, w obwodzie rówieńskim, w rejonie waraskim, w hromadzie Rafałówka. W 2001 liczyła 894 mieszkańców, spośród których 886 wskazało jako ojczysty język ukraiński, 6 rosyjski, a 2 inny.
Znajduje się tu przystanek kolejowy Żołudzk, położony na linii Sarny – Kowel.

## Historia
W okresie międzywojennym wieś znajdowała się w granicach II RP, wchodząc w skład gminy Rafałówka w powiecie sarneńskim, w województwie wołyńskim.